# Die Majoratsherren

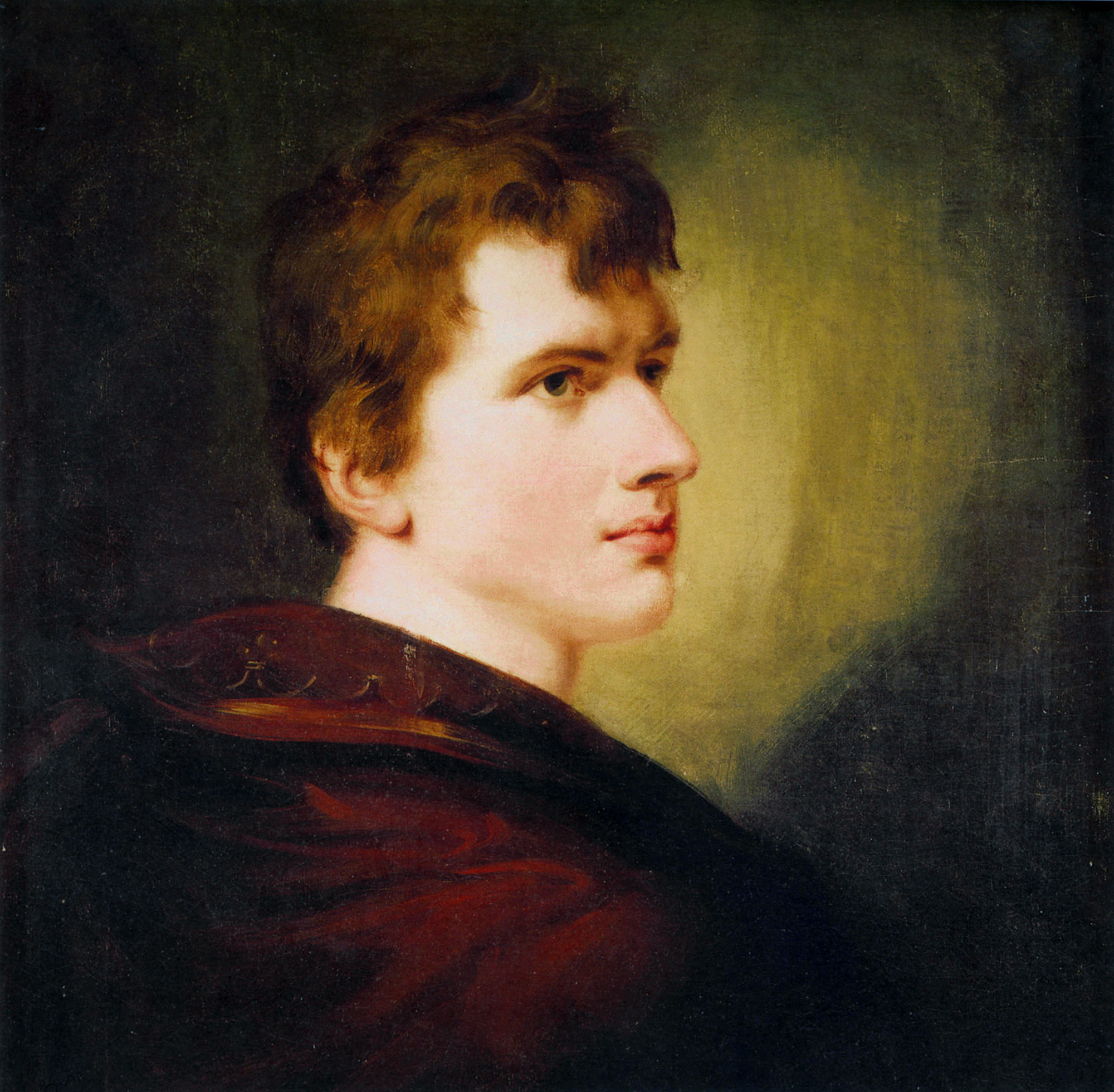
Achim von Arnim
(1781–1831)

Die Majoratsherren ist eine Novelle von Achim von Arnim, die – um 1818 entstanden – im Taschenbuch zum geselligen Vergnügen auf das Jahr 1820 in Leipzig und Wien erschien.
Es sind drei titelgebende Herren im Spiel – der junge Majoratsherr, sein verstorbener Vorgänger und der künftige Majoratsherr, ein älterer Lieutenant. 

## Historie
Die Geschichte spielt vor der Französischen Revolution in einer großen linksrheinischen deutschen Stadt. Nach der Revolution schafft Frankreich dort das feudale Erbrecht der „Lehnsmajorate“ ab und befreit die Juden aus dem Ghetto.

## Inhalt
Der junge Majoratsherr hatte mit seiner Mutter in der Fremde gelebt. Nun, da die Mutter verstorben ist, kehrt er heim. Er will aber nicht in seinem Majoratshaus, einem Palast, residieren, sondern zieht ein bescheidenes Hinterzimmer im Hause des Lieutenants vor. Die ärmliche Behausung grenzt an die Judengasse. Der Lieutenant, das ist der Cousin des Majoratsherrn, war vor dreißig Jahren leer ausgegangen, als sein Onkel noch im Alter in zweiter Ehe überraschend Vater eines Sohnes – eben des jungen Majoratsherrn – geworden war. Wenn der junge Majoratsherr stürbe, käme der Lieutenant in den Besitz des Majorats. Der junge Majoratsherr hat nach seiner Ankunft das Hinterzimmer als Wohnung gewählt, weil er von dort aus ein schönes junges Mädchen, das ihn an seine Mutter erinnert, heimlich beobachten kann. Das Mädchen sei Esther, wird der Majoratsherr vom Lieutenant ins Bild gesetzt. Deren verstorbener Vater habe dem Mädchen zu Lebzeiten ein kleines Vermögen vermacht – in der Hoffnung, es würde von seiner Stiefmutter Vasthi dann gut behandelt werden. Die Jüdin Vasthi schont aber Esther nicht, ist Esther doch ein angenommenes Christenkind. Das oben genannte kleine Vermögen hatte Vasthis Gatte von dem Schweigegeld abgezweigt, das er vom alten Majoratsherrn bekommen hatte. Der Alte war nämlich vor dreißig Jahren Vater einer Tochter – das ist Esther – geworden und hatte das Neugeborene zusammen mit dem Gelde Vasthi und ihrem Manne übergeben. Den Sohn – das ist der junge Majoratsherr – hatte eine um ihre gesellschaftliche Stellung besorgte Hofdame heimlich unehelich geboren. Der junge Majoratsherr sucht seine leibliche Mutter, die listige Hofdame, auf. Diese gesteht dem Sohn, sein leiblicher Vater sei von dem eifersüchtigen Lieutenant, als sie schwanger war, erstochen worden. Mit der Karriere des unbesonnenen Lieutenants sei es aus gewesen. Sie habe sich für den Mord des Geliebten auf ihre Weise gerächt: Den Sohn habe sie zum Majoratsherrn gemacht, und der Lieutenant halte bereits dreißig Jahre vergeblich um ihre Hand an.
Vasthi erwürgt Esther aus Geldgier. Der junge Majoratsherr wird in seiner Beobachterposition im Hinterzimmer Tatzeuge. Er dringt zu Esther vor, kommt aber zu spät und folgt dem Mädchen in den Tod. Zwar ruft der Lieutenant einen Arzt. Dessen Aktionen beschleunigen aber den Tod des Sterbenden. Der Lieutenant wird Majoratsherr und steigt zum General auf. Nun findet er bei der Hofdame Gehör. Die Frau heiratet den General, um ihn Tag und Nacht zu peinigen; sich an ihm zu rächen. Nach der Revolution kauft Vasthi das aristokratische Majoratshaus und betreibt darin eine Salmiakfabrik.

## Form
Die Novelle enthält mindestens zwei Ebenen. Über die Sachebene wird oben im Unterpunkt Inhalt berichtet. In der zweiten – gleichsam der höheren, phantastisch anmutenden Ebene – führt Esther dem jungen Majoratsherrn Theater vor. Esther, die der Wahnsinn überfällt, verkörpert mitunter in ihrer „Gesellschaftskomödie“ nacheinander verschiedene Rollen. Der heimliche Zuschauer im Hinterzimmer spielt mit. So hört er zum Beispiel ein paar Mal einen Schuss. Dieser Schuss fiel in der oben genannten Sachebene noch vor Beginn der erzählten Zeit ein einziges Mal. Ein nichtjüdischer, unglücklicher Geliebter der schönen Esther hatte sich auf Anraten des Lieutenants erschossen. Seitdem ist es Esther manchmal des Abends, als ob in der Nähe ein Pistolenschuss fiele. Auch der junge Majoratsherr vermeint, den Schuss zu hören. Aus Esthers Gesellschaftskomödie folgt, sie will – wie vormals ihr armer Geliebter – nicht länger leben.

## Rezeption
- 28. Juli 1917: Hesse[7] lobt die Novelle im „März“.
- Erbschleicherei und Missachtung der Menschenwürde seien die Themen der Novelle.[8]
- Arnim greife Lessings Nathan[9] auf.[10]
- Mit Vasthi würden die Juden als Schöpfer „des modernen Industriekapitalismus“ hingestellt.[11]
- Die im Unterpunkt Form angesprochene phantastische Erzählebene bezeichnet Schulz[12] als eine somnambule.
- Der Autor selbst hatte sein Familiengut, das wirtschaftlich nicht viel abwarf, bereits überschuldet ererbt. Seine Schilderung skrupelloser, anpassungsfähiger Juden sei demnach literarische Kompensierung der eigenen prekären finanziellen Verhältnisse. Johann Freiherr von Aretin äußerte sich 1809 so: „Hinter der Maske des Germanismus“ sei die Wut über den „gelittenen Verlust“ spürbar.
- Nach Schlaffer[13] ist der Untergang des Majoratsherren hausgemacht.

### Ausgaben
- Gisela Henckmann (Hrsg.): Achim von Arnim: Erzählungen (Mistris Lee – Isabella von Ägypten, Kaiser Karl des Fünften erste Jugendliebe – Melück Maria Blainville, die Hausprophetin aus Arabien – Der tolle Invalide auf dem Fort Ratonneau – Die Majoratsherren – Owen Tudor – Raphael und seine Nachbarinnen). 384 Seiten. Reclams Universal-Bibliothek 1505, Stuttgart 1991, ISBN 978-3-15-001505-6
- Achim von Arnim: Die Majoratsherren. Mit sieben Lithografien von Karl Thylmann. Kurt Wolff, Leipzig, 1917

### Zitierte Textausgabe
- Achim von Arnim: Die Majoratsherren. S. 186–226 in Karl-Heinz Hahn (Hrsg.): Ludwig Achim von Arnim: Werke in einem Band. 1. Auflage. Bibliothek deutscher Klassiker. Herausgegeben von den NFG. Aufbau-Verlag, Berlin / Weimar 1981, 423 Seiten.